# Madge Blake
Madge Blake (* 31. Mai 1899 in Kinsley, Kansas; † 19. Februar 1969 in Pasadena, Kalifornien) war eine US-amerikanische Schauspielerin.

## Leben und Karriere
Madge Blake wurde als Tochter eines streng methodistischen Zirkusreiters in Kansas geboren, sie war außerdem die Cousine des Schauspielers Milburn Stone. Sie wollte schon früh eine Schauspielkarriere einschlagen, wurde aber zunächst von ihrem Vater entmutigt. Blake und ihr Ehemann James, mit dem sie ein Kind hatte, arbeiteten zunächst für den Staat. Während des Zweiten Weltkrieges war das Ehepaar in Utah für das Manhattan-Projekt tätig. Ab Mitte der 1940er-Jahre folgte Blake, die inzwischen Großmutter geworden war, dann ihrem ursprünglichen Berufswunsch und erlernte ihr schauspielerisches Handwerk am Pasadena Playhouse. 
Ihr Filmdebüt gab sie 1946 mit einer kleinen Rolle als Chordame in Henry Kosters Musikfilm Erfüllte Träume an der Seite von Kathryn Grayson und June Allyson. Im Hollywood-Film blieb Madge Blake – eine kleine, rundliche Charakterdarstellerin – meist auf kleinere Nebenrollen beschränkt, in denen sie oft komische Tanten, Mütter oder Damen aus der besseren Gesellschaft spielte. In den 1950er-Jahren war sie in mehreren Musicalfilmen an der Seite von Gene Kelly zu sehen, so beispielsweise als die geschwätzige Moderatorin Dora Bailey in den Anfangsszenen des Filmklassikers Singin’ in the Rain. Größerer Erfolg war ihr im Fernsehen beschieden, wo sie wiederkehrende Rollen in den Fernsehserien The Real McCoys, Erwachsen müßte man sein, Meet Mr. McNutley und The Joey Bishop Show übernahm. 
Am nachhaltigsten blieb Blake allerdings durch ihre komödiantische Rolle als Batmans Tante Harriet Cooper in der Fernsehserie Batman in Erinnerung. Diese Figur, die als eine Art Haushälterin zu ihrem Neffen fungierte, spielte sie ab 1966 in insgesamt 98 Folgen. Gegen Ende der Serie trat ihre Figur seltener in Erscheinung, was mit Blakes inzwischen schwachen Gesundheit zusammenhing. Sie starb im Februar 1969 im Alter von 69 Jahren.

## Filmografie (Auswahl)
- 1946: Erfüllte Träume (Two Sisters from Boston)
- 1949: Ehekrieg (Adam’s Rib)
- 1950: Mein Leben gehört mir (A Life of Her Own)
- 1950: Zwischen Mitternacht und Morgen (Between Midnight and Dawn)
- 1951: M
- 1951: Dem Satan singt man keine Lieder (The Prowler)
- 1951: Ein Amerikaner in Paris (An American in Paris)
- 1952: Du sollst mein Glücksstern sein (Singin’ in the Rain)
- 1952: Mädels ahoi (Skirts Ahoy!)
- 1952: It Grows on Trees
- 1952: Im Banne des Teufels (The Iron Mistress)
- 1952: Stadt der Illusionen (The Bad and the Beautiful)
- 1953: It Happens Every Thursday
- 1953: Vorhang auf! (Den store premièren)
- 1953: Gefährliche Überfahrt (Dangerous Crossing)
- 1954: Villa mit 100 PS (The Long, Long Trailer)
- 1954: Symphonie des Herzens (Rhapsody)
- 1954: Brigadoon
- 1954: Athena
- 1954: Meet Mr. McNutley (Fernsehserie)
- 1954, 1957: I Love Lucy (Fernsehserie, 2 Folgen)
- 1954–1961: Make Room for Daddy (Fernsehserie, 4 Folgen)
- 1955: Der Privatkrieg des Major Benson (The Private War of Major Benson)
- 1955: Vorwiegend heiter (It’s Always Fair Weather)
- 1955: Die zarte Falle (The Tender Trap)
- 1955, 1957: Lassie (Fernsehserie, 2 Folgen)
- 1955–1964: Jack-Benny-Show (The Jack Benny Program, Fernsehserie, 8 Folgen)
- 1956: Glory
- 1956: Die Frau im goldenen Cadillac (The Solid Gold Cadillac)
- 1956: Ohne Liebe geht es nicht (You Can’t Run Away from It)
- 1957: Warum hab’ ich ja gesagt? (Designing Woman)
- 1957: Befiehl du deine Wege (All Mine to Give)
- 1957: Gold aus heißer Kehle (Loving You)
- 1957: Dezernat M (M Squad, Fernsehserie, Folge 1x05)
- 1957–1960: The Adventures of Ozzie & Harriet (Fernsehserie, 6 Folgen)
- 1957–1963: The Real McCoys (Fernsehserie, 26 Folgen)
- 1958–1960: Erwachsen müßte man sein (Leave It to Beaver, Fernsehserie, 11 Folgen)
- 1960: Meisterschaft im Seitensprung (Please Don’t Eat the Daisies)
- 1960: Anruf genügt – komme ins Haus (Bells Are Ringing)
- 1960: Mutter ist die Allerbeste (The Donna Reed Show, Fernsehserie, Folge 3x02)
- 1961–1962: The Joey Bishop Show (Fernsehserie, 29 Folgen)
- 1962: Die siegreichen Drei (Sergeants 3)
- 1963, 1965: Mein Onkel vom Mars (My Favorite Martian, Fernsehserie, 2 Folgen)
- 1963, 1965: The Dick Van Dyke Show (Fernsehserie, 2 Folgen)
- 1964: The Addams Family (Fernsehserie, Folge 1x01)
- 1964: Verliebt in eine Hexe (Bewitched, Fernsehserie, Folge 1x07)
- 1965: Amos Burke (Burke’s Law, Fernsehserie, Folge 2x17)
- 1965: Joy in the Morning
- 1965: Solo für O.N.C.E.L. (The Man from U.N.C.L.E., Fernsehserie, 2 Folgen)
- 1966: Immer Ärger mit den Engeln (The Trouble with Angels)
- 1966: Die „allerletzten“ Geheimagenten? (The Last of the Secret Agents?)
- 1966: Batman hält die Welt in Atem (Batman)
- 1966: Vierzig Draufgänger (Follow Me, Boys!)
- 1966–1967: Batman (Fernsehserie, 96 Folgen)
- 1967: Mannix (Fernsehserie, Folge 1x12)
- 1970: Hastings Corner (Fernsehfilm)